# Onyx Étterem
Az Onyx Étterem Magyarország és a volt keleti-blokk országainak első két Michelin-csillagos étterme.  Az étterem a budapesti Vörösmarty téren, a Gerbeaud-házban működik.

## Története
Az étterem 2007 márciusában nyílt meg. Az Onyx a nyitást követő negyedik évben, 2011. március 16-án szerezte meg az első Michelin csillagát, Szulló Szabina executive chef és Széll Tamás sous chef vezetésével. Majd 2016-ban Széll Tamás és csapata a Bocuse d’Or európai döntőjét is megnyerte, ami hatalmas elismerést hozott nemcsak a versenyzőknek és az étteremnek, hanem az egész országnak is. 2018-ban még nagyobb sikert értek el: Közép-Kelet- Európában egyedüliként lett két Michelin-csillagos az Onyx, melynek konyháját ekkor Mészáros Ádám chef irányította.

### Az étterem átalakulása
2020-ban nagyszabású átalakításba kezdtek a pandémia alatt, amelyet Metamorfózisnak  neveztek el és az enteriőr, munkafolyamatok és az étterem teljes filozófiájának átalakítását jelenti.  2020. november 28-án, egy filmforgatással egybekötött, úgynevezett Utolsó vacsorán kezdték meg az étterem teljes átalakítását. Ez után több eseményt is tartottak az átalakítás különböző fázisainál, így volt SITT nevű street fine dining rendezvény az étterem lebontását ünnepelve az utcán, az étterem előtt. Ezt követte a Dekonstrukció vacsora a lebontott étterem falai között, majd a Relikvia emlékvásár ahol az Onyx ikonikus eszközeit árusították ki egy fesztelen hangulatú vásári eseményen. Az Alapozás eseménysorozattal  2021 végén pedig megnyitották a Műhelyt, amely a régi Onyx étterem egyik vendégteréből lett kialakítva, hogy az újonnan megalakult Onyx Alkotói közösség kreatív terévé váljon miközben kis létszámú közösségi vacsoraesteknek is otthont ad. Eközben az Onyx másik vendégtere továbbra is felújítás alatt áll, melynek újranyitása 2023-ban várható.

## Ételek
Az Onyx Műhely és majdani megújult Onyx célja egy olyan progresszív magyar konyha bemutatása, ami a művészet, a tudomány és a gasztronómia összefonódásán alapszik és magyar alapanyagokat használ. A kínálatban szerepelnek húsos és húsmentes ételek is a konceptuális menü fogásai között, mint például a sárgacékla vagy a Zichy wagyu.
Alapvetően hazai alapanyagokkal dolgoznak, de némelyeket (főként halat és húst) külföldről szereznek be az egyenletesen magas minőséget nyújtani tudó hazai beszállítók hiánya miatt. A desszertek kiemelkedő színvonalát a Gerbeaud cukrászattal való szoros kapcsolat biztosítja.

## Személyzet
Az étterem első séfje (executive chef) Szulló Szabina, volt, aki a szakácsok munkáját fogta össze, és biztosította a kereteket is (pl. menük összeállítása, alapanyagok biztosítása). Séfhelyettese (sous-chef) férje, Széll Tamás volt.
A konyha vezetését 2016-ban Mészáros Ádám vette át, aki az elmúlt években is bizonyította már rátermettségét és segítette a Szulló/Széll séfpáros munkáját.  A cél mindenképpen a csillag megtartása volt, ami sikerült is neki az első évben, a második évben pedig hozzátett még egy csillagot. A tanítvány túlnőtt a mesterén. 2020. Év (Dining Guide) Konyhafőnöke 2019. decemberében döntött a 2020. májusi távozásról, mely azonban az étterem a járványügyi korlátozások bevezetése következtében, márciusban bekövetkezett bezárása miatt, három hónappal korábban megtörtént.
Az étterem tulajdonosai az újranyitás után, a hagyományos rendszer helyett, egy szakemberekből álló csapattal szeretnék a konyha működését biztosítani, akik az Onyx Alkotói közösség nevet kapták. A szakemberek között van kutatóséf, food designer, környezetgazdász, logisztikai és operatív séf, sommelier, cukrász séf, food design kutató is.

## Díjak, elismerések
Az Onyxot a Dining Guide magazin többször beválasztotta Magyarország tíz legjobb étterme közé.
A 2011-es Gault Millau Ausztria étteremkalauzban 16 ponttal holtversenyben a második legjobb magyarországi étterem lett, ezt a pozícióját a 2012-es kiadásban is megtartotta. A 2016 novemberében megjelent Gault Millau magyar kiadásában 17 pontot kapott egyedüliként az országban.
Első Michelin-csillagát Magyarországon másodikként, egy évvel a Costes után, 2011-ben nyerte el. 2018-ban megszerezte – Magyarországon, és Közép-Kelet- Európában elsőként – második Michelin-csillagát.
Ez volt ugyanakkor az első alkalom, amikor magyar szakácsok – Szulló Szabina és Széll Tamás – munkáját ismerték el.
Az Alexandra Kiadó Étteremkalauza 20 pontos rendszerében 2010-ben 14,5, 2011-ben 16 pontra értékelte.